# Binh đoàn thây ma
Binh đoàn thây ma (tựa gốc tiếng Na Uy: Død snø, tựa tiếng Anh: Dead Snow - Tuyết chết) là một bộ phim kinh dị,hài năm 2009 của Na Uy do Tommy Wirkola làm đạo diễn. Bộ phim kể về một nhóm bạn trẻ bị tấn công bởi các thây ma Đức Quốc xã trên núi tuyết.

## Nội dung
Một cô gái tên Sara đang đi trong khu rừng tuyết Na Uy thì bị những sinh vật bí ẩn đuổi theo. Sau đó cô bị ăn thịt bởi những thây ma mặc quân phục SS của Đức Quốc xã trong Thế chiến hai.
Bảy người sinh viên trong kỳ nghỉ Lễ Phục Sinh đã đến căn nhà nhỏ gần Øksfjord. Căn nhà là của Sara, bạn gái của Vegard. Cả nhóm bắt đầu uống rượu và tiệc tùng đến khi có một ông già lang thang xuất hiện. Ông già kể cho họ nghe về lịch sử đen tối của vùng này: trong thời Thế chiến hai, lực lượng Đức Quốc xã do sĩ quan Standartenführer Herzog chỉ huy đã xâm chiếm khu vực này. Trong ba năm, quân phát xít đã hành hạ và tra tấn người dân địa phương. Gần kết thúc chiến tranh, người dân đã nổi dậy chống lại quân Đức. Herzog cùng một số binh lính khác rút lên vùng núi và bị đóng băng đến chết. Ông già lang thang kể xong câu chuyện thì rời đi. Ông dựng lều trên núi, lúc ông đang ăn tối thì nghe tiếng động bên ngoài. Ông ra ngoài kiểm tra liền bị một thây ma giết chết.
Sáng hôm sau, Vegard đi tìm Sara, phát hiện thi thể của ông già lang thang. Anh bị rơi xuống cái hang dưới lòng đất và bất tỉnh. Lúc tỉnh lại, Vegard đi vòng quanh trong hang, khám phá ra vũ khí và nón sắt của quân Đức, có cả cái đầu bị đứt của Sara. Anh bị hai con thây ma tấn công, nhưng anh đã đánh bại chúng. Anh leo lên chỗ chiếc xe chạy tuyết, khâu vết thương trên cổ lại và gắn khẩu súng máy MG-34 lên xe.
Ở chỗ căn nhà, những người bạn còn lại cũng bị bọn thây ma tấn công. Erlend bị giết chết khi đang cố bảo vệ căn nhà. Bốn người còn lại quyết định tách ra. Hai chàng trai Martin và Roy lo đánh lạc hướng bọn thây ma, trong khi hai cô gái Hanna và Liv lo chạy đến chỗ xe hơi để đi tìm người giúp đỡ. Hai cô gái bị phục kích. Liv bị con thây ma móc ruột ra, cô liền dùng quả lựu đạn cho nổ tung chính mình và thây ma kia.
Martin và Roy vô tình châm lửa đốt cháy căn nhà. Cả hai lấy dụng cụ trong nhà kho trang bị vào người. Vegard lúc đó quay về giúp họ tiêu diệt bọn thây ma, nhưng Vegard cũng bị giết chết. Martin vô tình giết chết Hanna, người đã bất ngờ quay về căn nhà. Thây ma của sĩ quan Herzog xuất hiện và dẫn theo nhóm "binh lính". Martin bị cắn ở cánh tay, anh cắt đứt cánh tay mình với chiếc máy cưa để không bị biến thành thây ma. Martin và Roy định tấn công Herzog, nhưng hắn gọi thêm hàng trăm thây ma từ dưới tuyết lên.
Trong lúc cả hai đang bỏ chạy thì Roy bị giết chết. Martin hiểu ra bọn thây ma đang muốn gì, anh tìm lại được cái hộp kho báu trong căn nhà bị thiêu rụi. Martin đưa cái hộp cho Herzog và chạy thoát đến chỗ xe hơi. Nhưng anh quên rằng vẫn còn sót lại một đồng vàng ở trong túi anh, đúng lúc đó Herzog đập vỡ cửa kính của chiếc xe.

## Diễn viên
- Vegar Hoel vai Martin Hykkerud
- Stig Frode Henriksen vai Roy Toivonen
- Charlotte Frogner vai Hanna Delon
- Lasse Valdal vai Vegard Rosten
- Evy Kasseth Røsten vai Liv Beck
- Jeppe Laursen vai Erlend Johnsen
- Jenny Skavlan vai Chris Frogner
- Ane Dahl Torp vai Sara Henriksen
- Bjørn Sundquist vai Ông già lang thang
- Ørjan Gamst vai Standartenführer Herzog